# István Katona

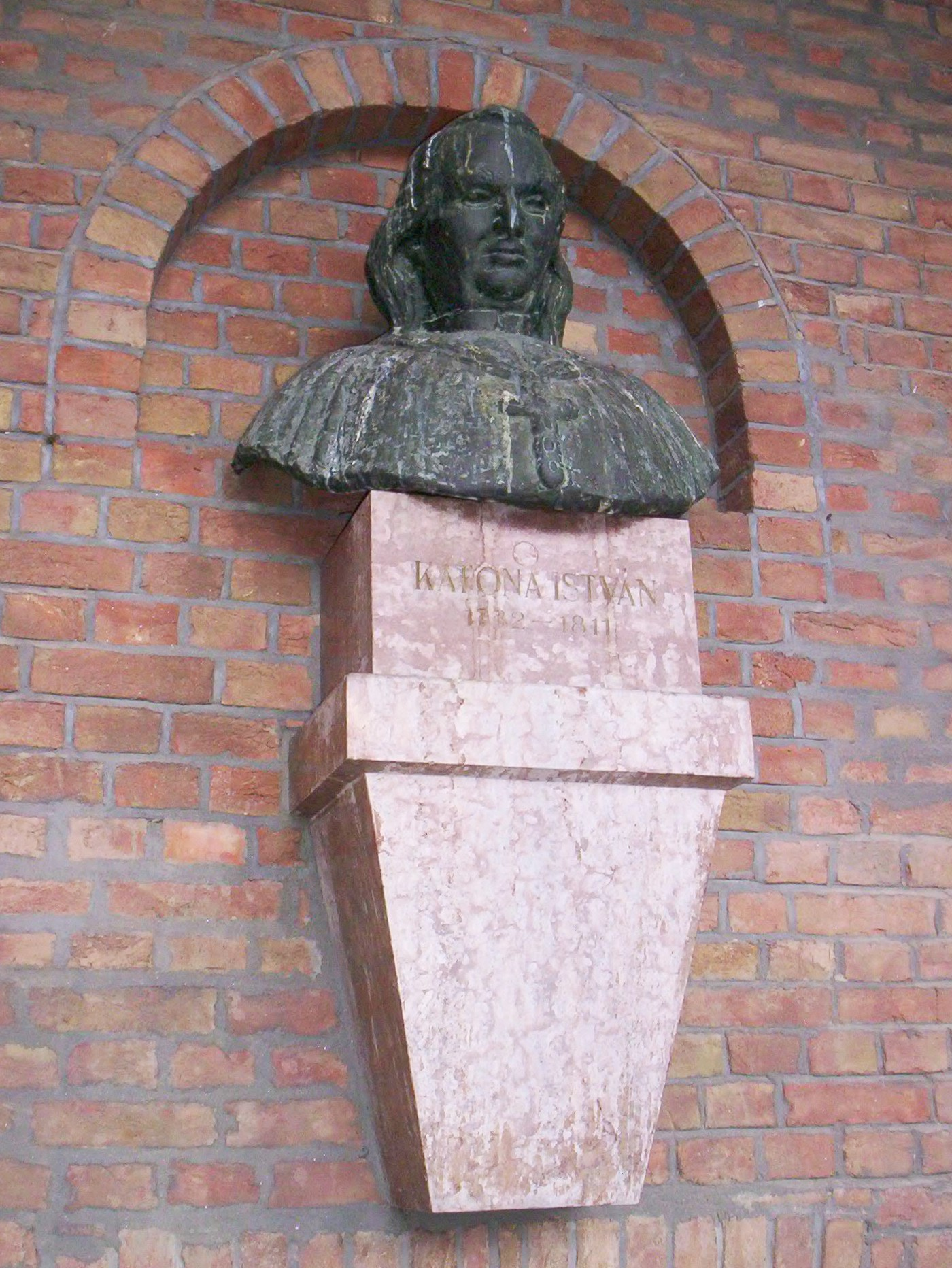
István Katona.

István Katona,  född 13 december 1732 i Bolyk, död 17 augusti 1811 i Kalocsa, var en ungersk historiker.
Katona var lärare vid åtskilliga läroanstalter och vid universitetet i Budapest och blev 1790 domkapitelsbibliotekarie i Kalocsa. Han utgav en mängd historiska skrifter, av vilka den viktigaste är Historia critica regum Hungariæ (42 delar, 1779–1817), i vilken ett ofantligt material publicerades.